# Die Musikstunde (Vermeer)
Die Musikstunde (auch Herr und Dame am Virginal) ist ein Gemälde Jan Vermeers. Es zeigt eine junge Frau während einer Musikstunde.

## Bildbeschreibung
Die am Virginal stehende Dame wendet dem Betrachter den Rücken zu. Ihr Gesicht ist in einem Spiegel abgebildet. Neben ihr steht ein Musiklehrer. Das Gemälde wird von dunklen Teilen wie dem bläulich-schwarzen Boden dominiert. Der Boden wurde mit schwarzer Tierkohle und Ultramarin gemalt.
Das angeschnittene Bild an der Wand zeigt Simon und Pero, das Virginal stammt aus der Werkstatt von Ruckers. Im Spiegel sieht man einen Teil einer Staffelei als Hinweis darauf, dass noch eine dritte Person, der Maler, sich im Raum befindet. Zu dem Weinkrug fehlen die Gläser. 
Die teilweise verdeckte Inschrift auf der Innenseite des Deckels des Virginals lautet: 
MUSICA LETITIAE CO[ME]S MEDICINA DOLOR[IS] oder MUSICA LETITIAE CO[NSOR]S MEDICINA DOLOR[UM]
Musik ist die Begleiterin der Freude und Medizin für die Schmerzen.
Die zweite Variante ist ein vollständiger lateinischer Hexameter.

## Provenienz
Im Mai 1696 wurde das Gemälde in Delft verkauft. Es gehörte davor zur Sammlung von Jacob Dissous, zu der mehrere Vermeers gehörten. 1718 wurde es vom venezianischen Künstler Giovanni Antonio Pellegrini, als er in den Niederlanden arbeitete, gekauft. Nach dessen Ableben erwarb der britische Konsul in Venedig Joseph Smith dessen Sammlung, zu der auch Werke von Peter Paul Rubens, Pieter Neefs und Frans Post gehörten, von der Witwe, einer Schwester der venezianischen Malerin Rosalba Carriera. Smith deutete das auf dem Bild vorhandene Monogramm IVMeer als den seinerzeit berühmten und teuren Frans van Mieris und ließ eine Kopie fertigen.
Die Musikstunde befindet sich seit 1762 in der Royal Collection London, als König Georg III. Smiths Gemäldesammlung kaufte. 1866 wurde das Gemälde durch Théophile Thoré korrekt Vermeer zugeordnet.

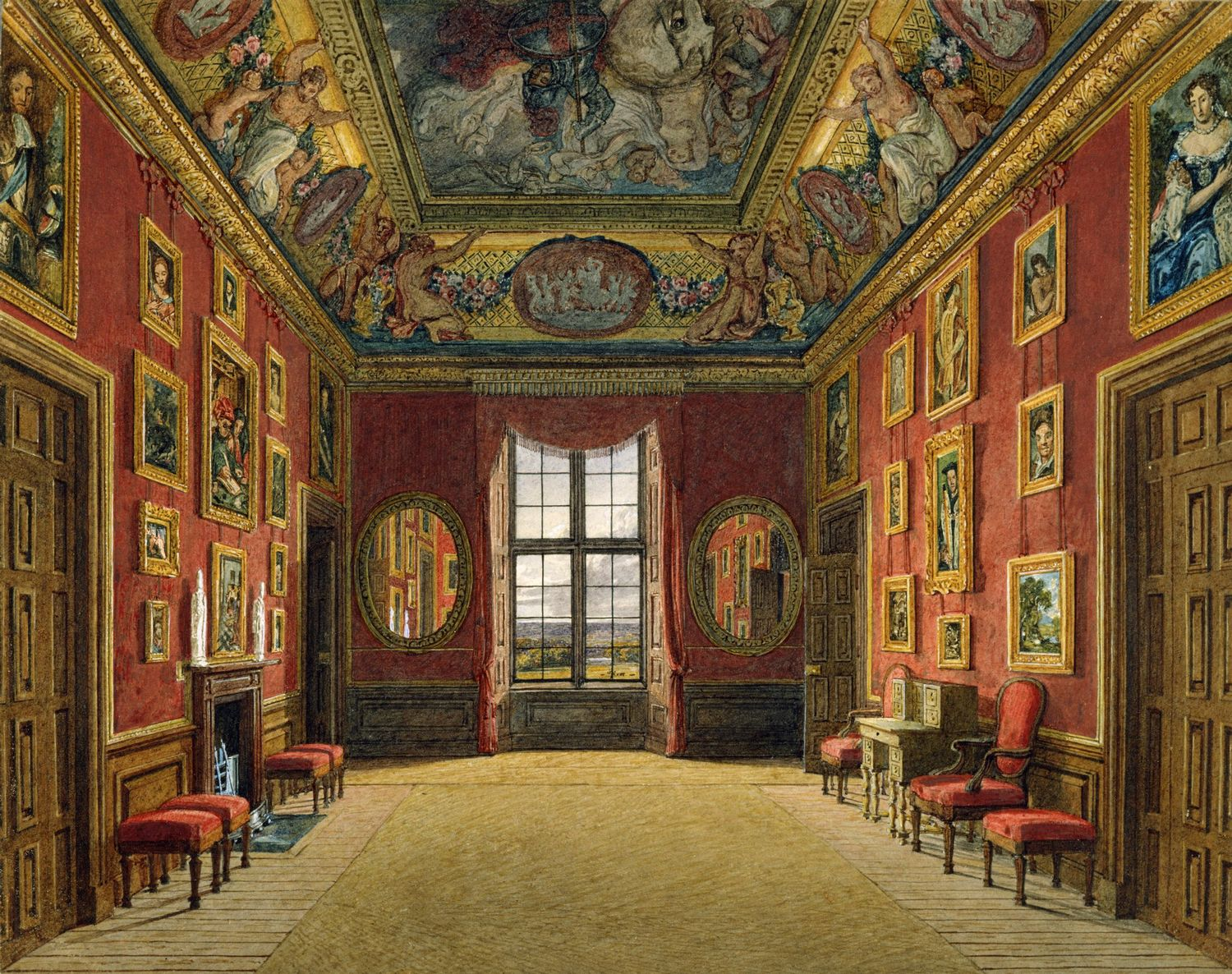
Charles Wild: Windsor Castle, King's Closet (1816). Die Musikstunde hängt auf der linken Seite über dem Kamin

Das Bild wurde zu verschiedenen Zeiten im Buckingham Palace und im Windsor Castle aufbewahrt. Es ist auf dem Aquarell Windsor Castle: the King's Closet (1816) von Charles Wild abgebildet.